# Evaristo Márquez Contreras
Pour les articles homonymes, voir Contreras et Márquez.
Evaristo Márquez Contreras (3 février 1929 - 24 janvier 1996), est un sculpteur espagnol. 

## Biographie
Né à Juan Gallego, au village d'El Madroño, dans la province de Séville.
Lorsqu'il a quatre ans, sa famille déménage à Nerva, dans la province de Huelva, où il fait ses études primaires, puis de Technicien commercial, avant de devenir expert des mines et d'obtenir une Maîtrise des Beaux-Arts, au même temps qu'il travaille comme fonctionnaire municipal.
En 1973, il obtient le Premier Prix de Sculpture à l'Exposition de Fin d'année scolaire 1972/1973 accordé par la Direction Générale des Beaux-Arts.
En 1974, il part pour Séville, où il devient professeur de dessin dans des lycées d'enseignement secondaire. Il obtient, grâce à son œuvre sculpturale, le Premier Prix de l'Exposition Nationale d'Automne de l'Académie Royale des Beaux-Arts Sainte Isabelle de Hongrie de Séville.
En 1975, il reçoit le Prix National à la XXIV Exposition d'Automne pour sa sculpture El minero (le mineur), commandée par la municipalité de Minas de Riotinto.
En 1981, il reçoit un Prix pour son œuvre sculpturale à la XXIX Exposition d'Automne. En 1991 il défend sa thèse sur l'œuvre sculpturale de Carmen Jiménez Serrano à la Faculté des Beaux-Arts de Séville.
Il meurt à Séville en 1996.

## Galerie

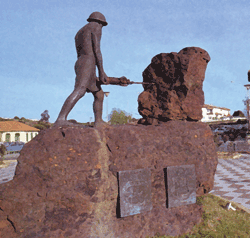
El Minero de Riotinto
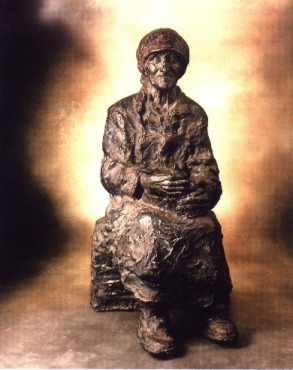
Genara
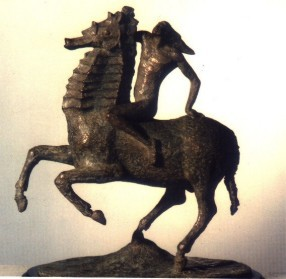
L'émigrant
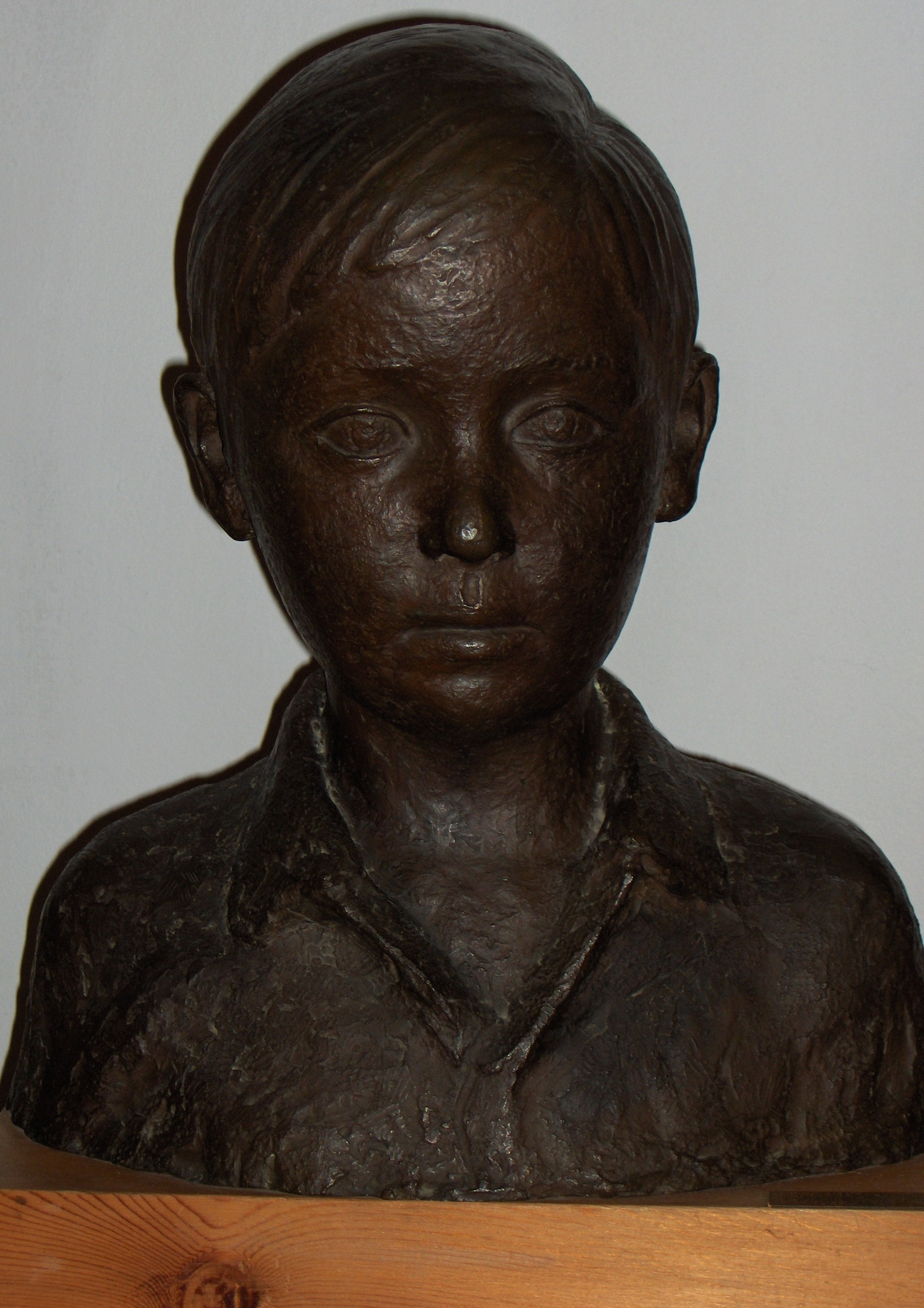
Andrés Martín Márquez
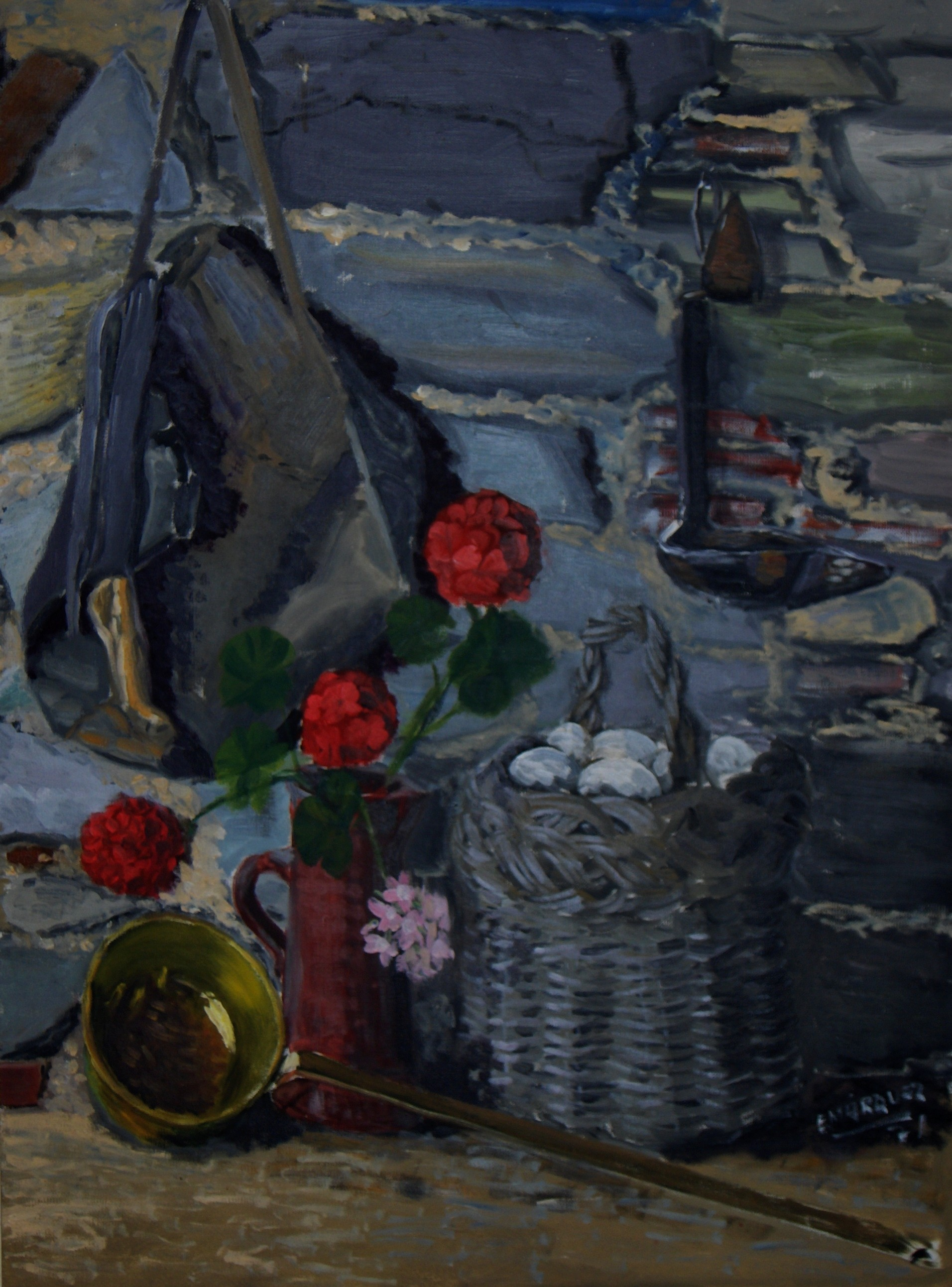
Bodegón 1971
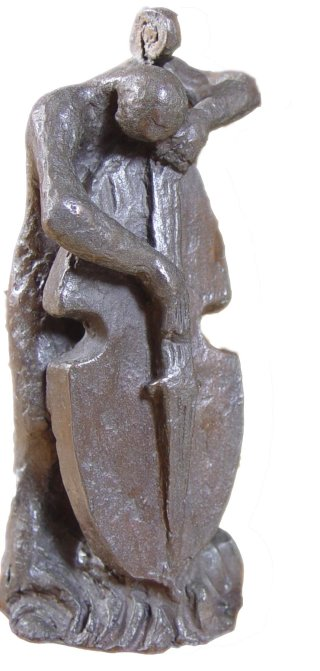
Allégorie à Joaquin Turina
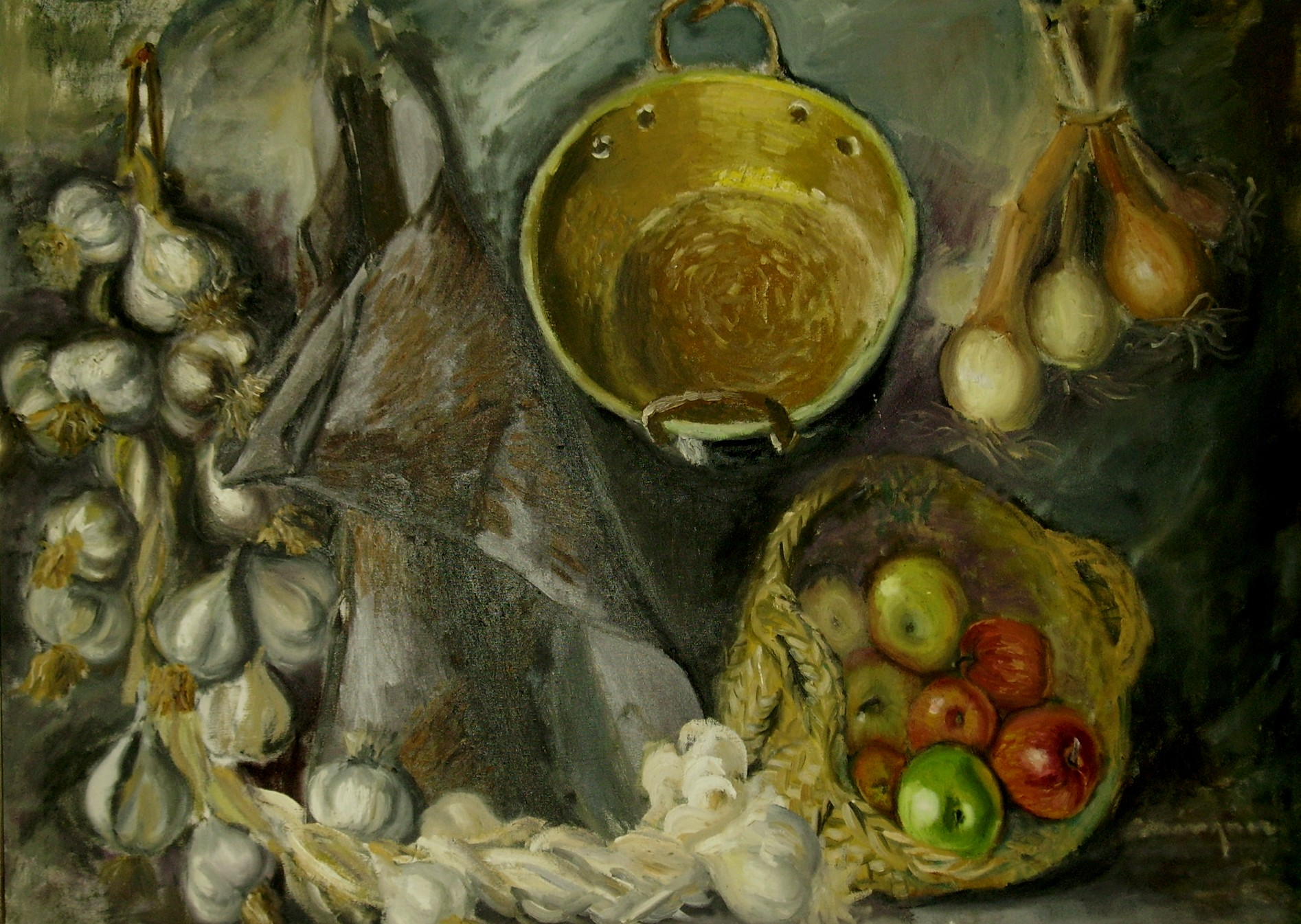
Bodegón
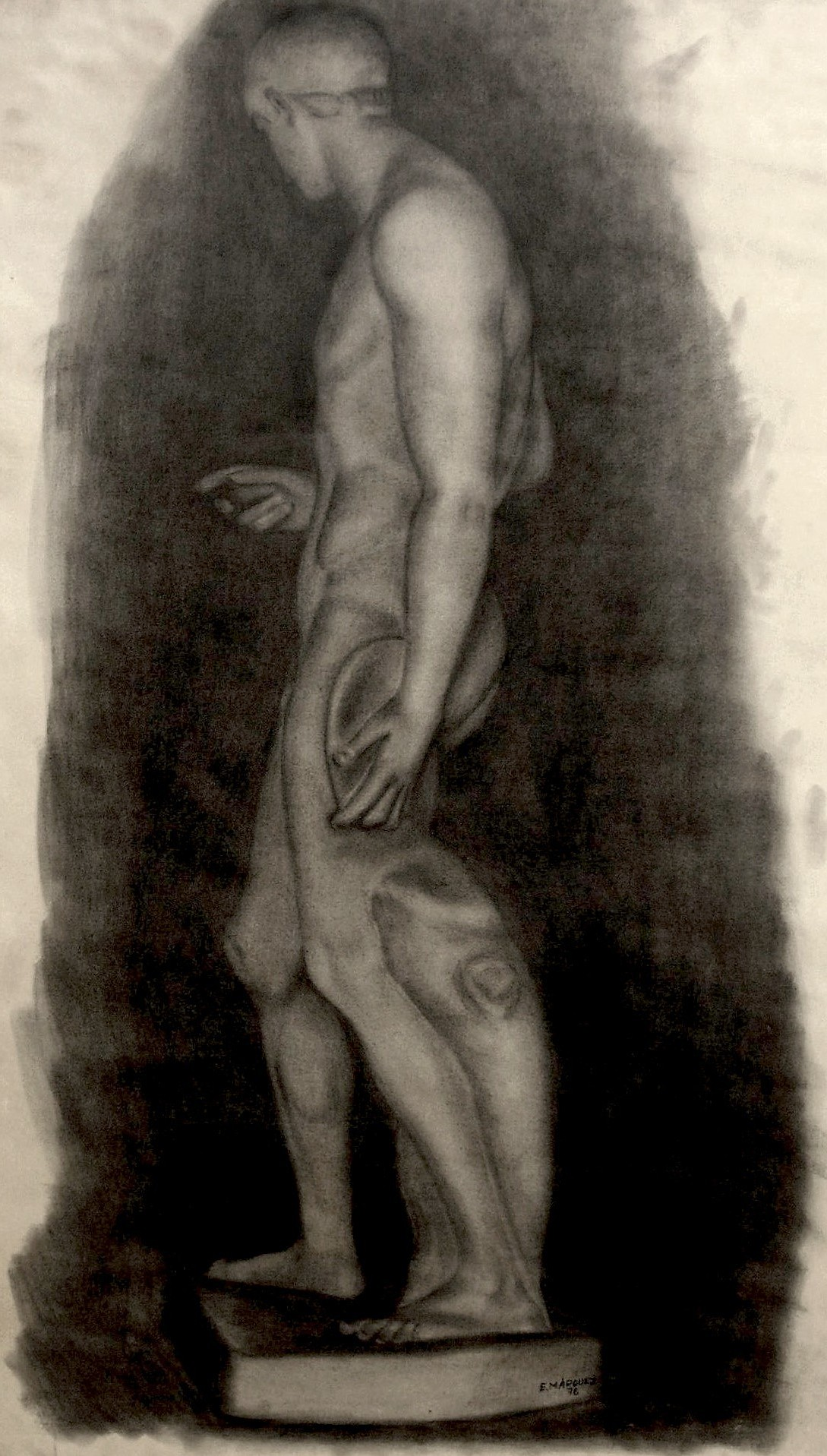
Discobole
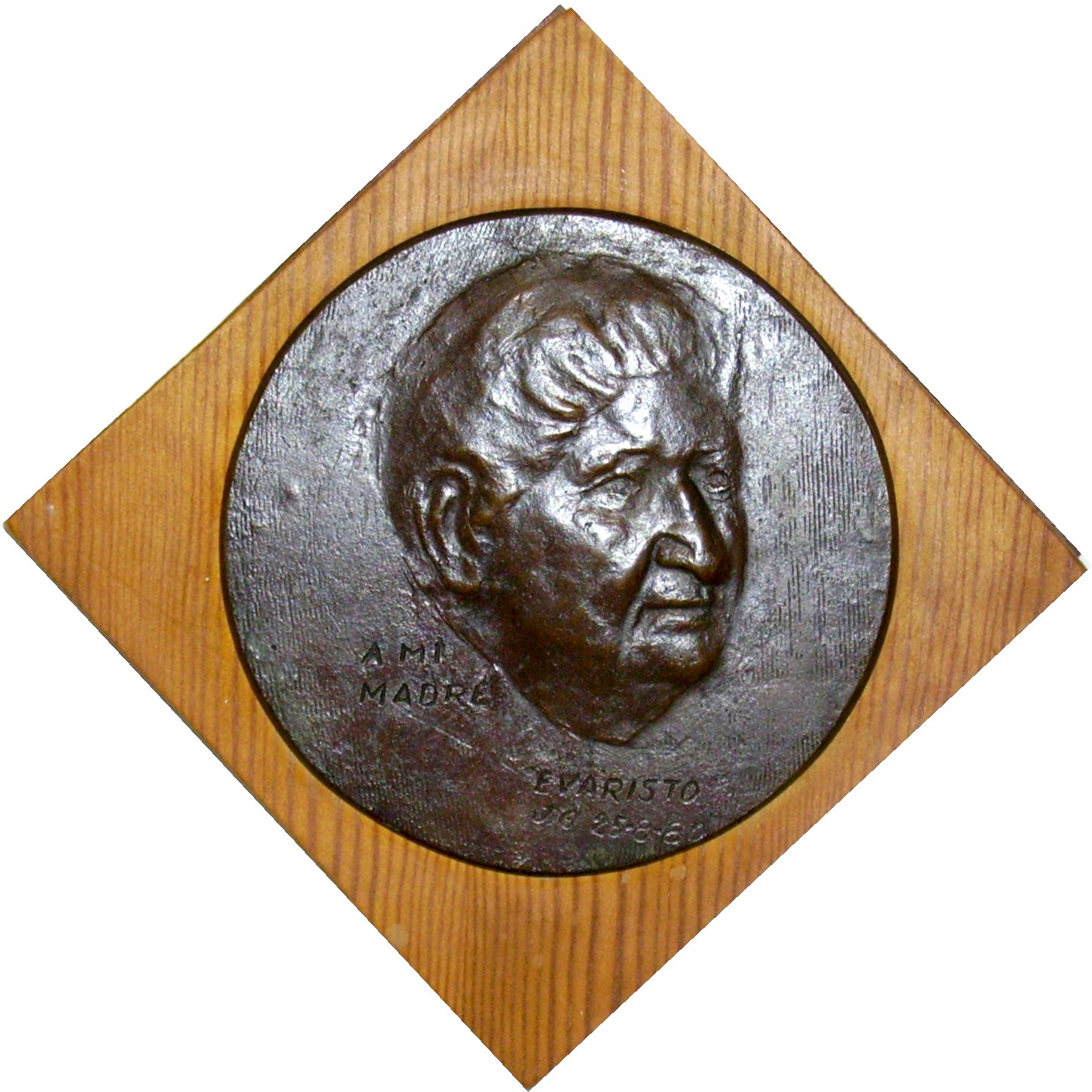
À ma Mère
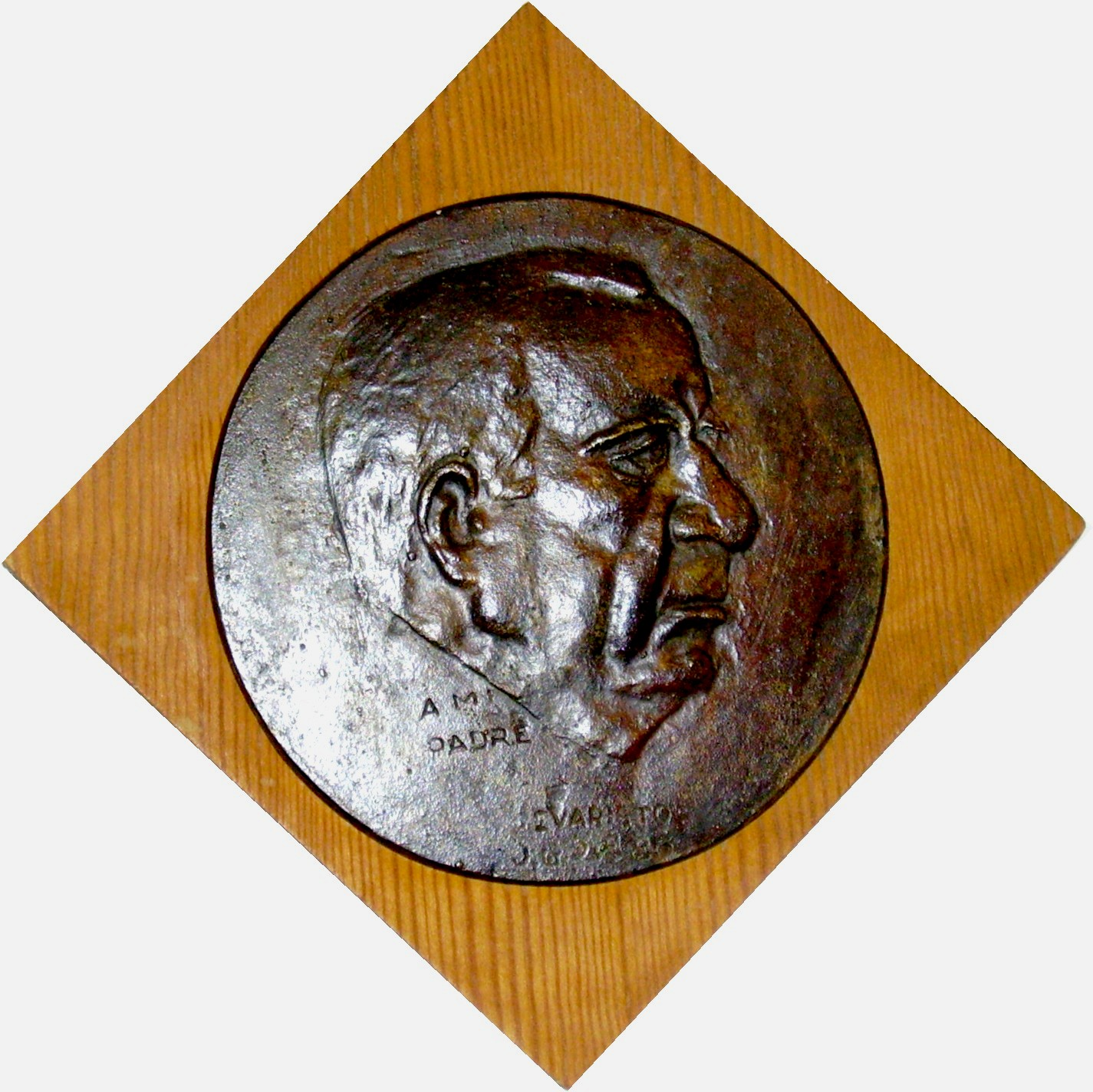
À mon Père
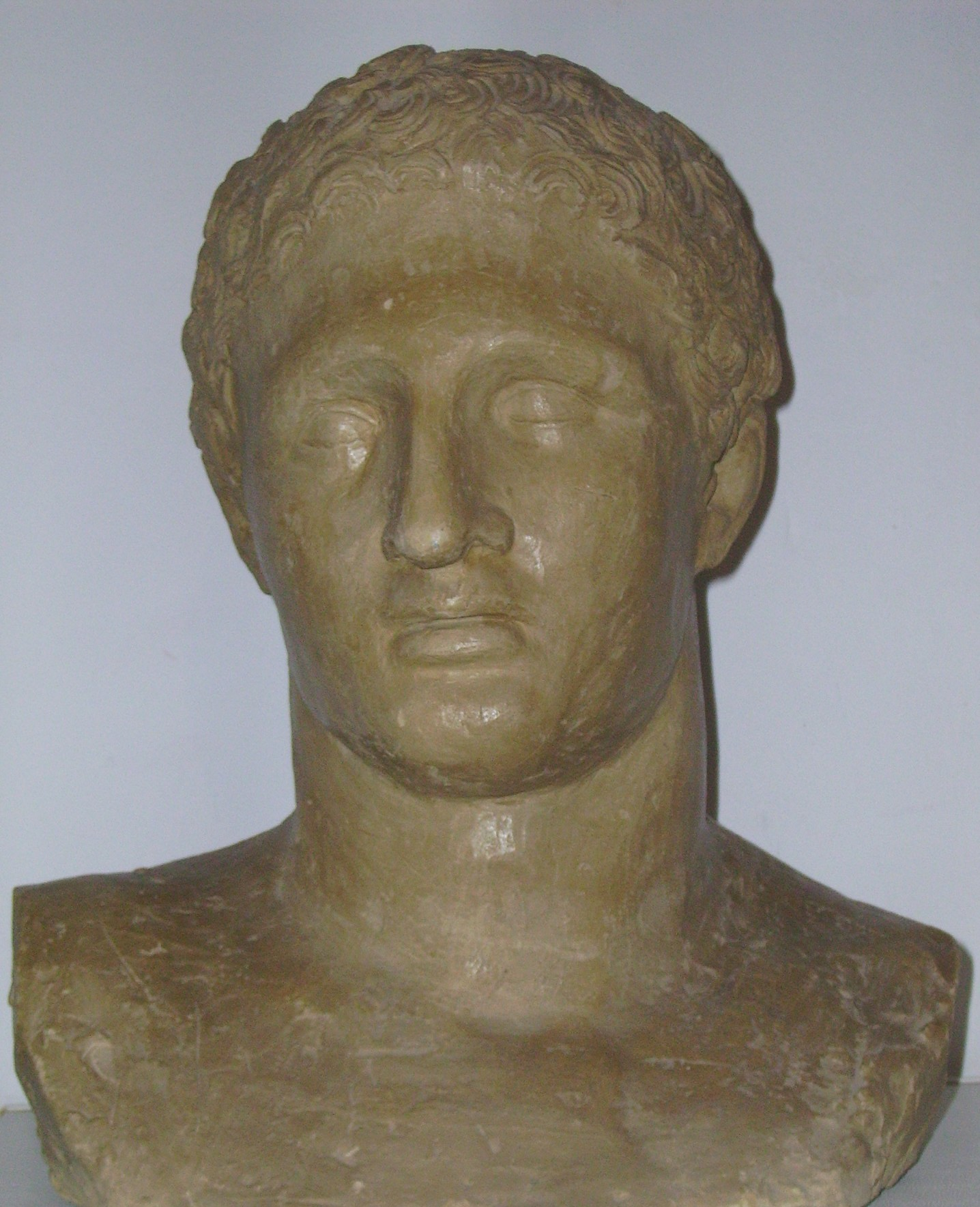
Buste romain
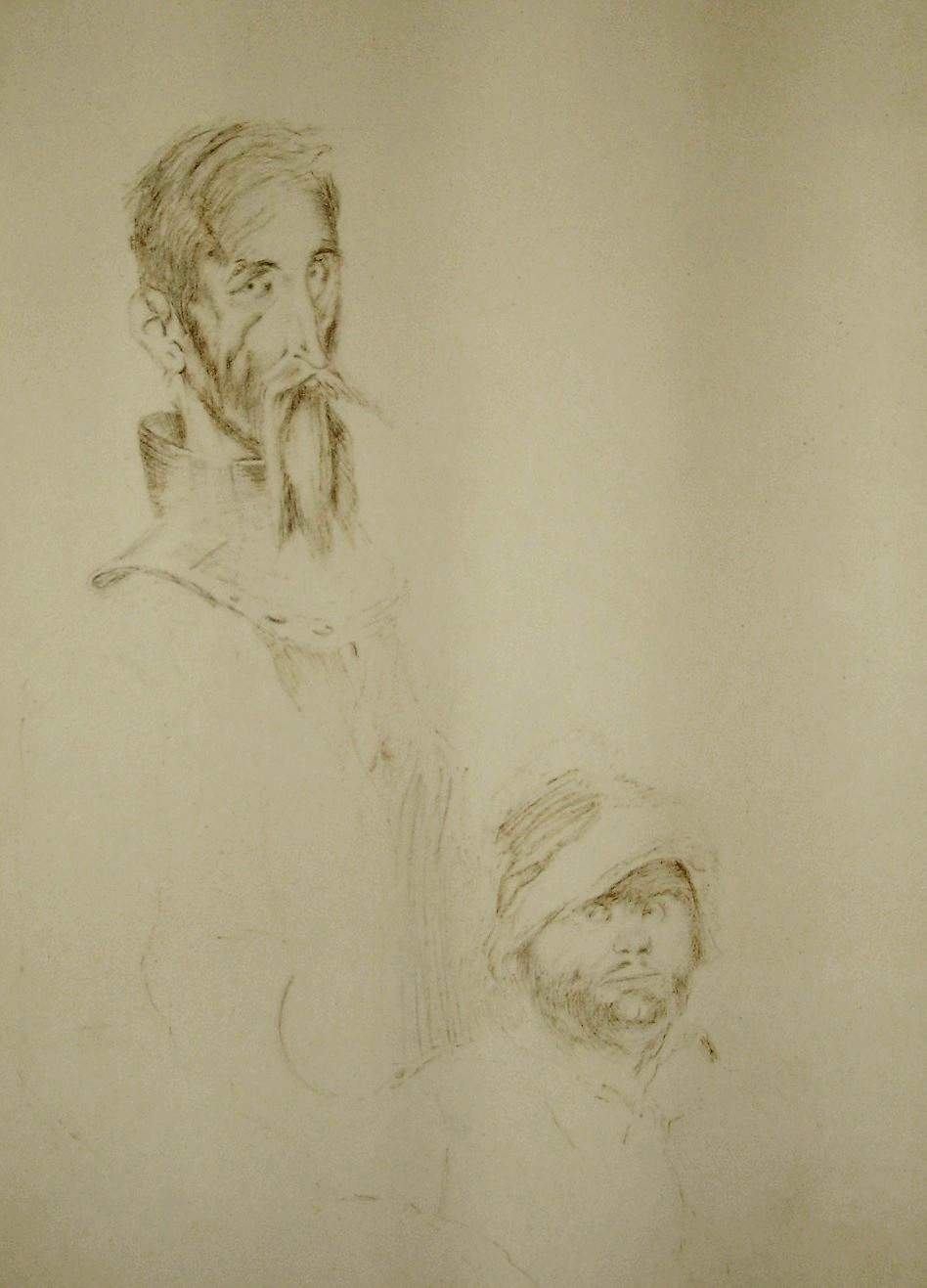
Don Quichotte et Sancho Panza